# Bosaso

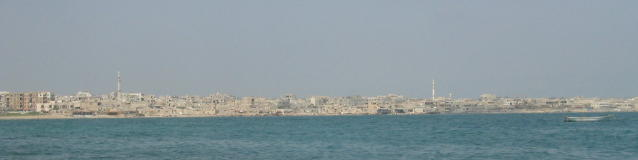
vista de la ciutat

Bosaso (somali: Boosaaso; també apareix com a Boosaso, Bossaso i altres variants) és una ciutat de Somàlia, capital de la regió de Bari, i capital de fet de l'estat autònom de Puntland, del que formalment és la capital econòmica mentre Garowe és la capital administrativa. Està situada a la costa nord-est de Somàlia, a l'estuari del Baalade Wadi, i és un port en aigües del golf d'Aden, amb un gran trànsit comercial i de passatgers que van cap a la península Aràbiga i el golf Pèrsic. És també port de pesca, que és una activitat important.
Antigament tenia el nom de Bender Qassim (Bandar Qasim Bandar Qassim, Bender Kasim, Bender Kassim, Bandar Kassim, Bandar Kasim com a principals variacions). És un dels set districtes originals de la regió de Bari (ara dividida en les regions de Bari i Karkaar a més de la regió de Bari Occidental dins l'estat autònom de Maakhir). La seva població (estimada) és de 387.000 habitants, però el 1988 tenia uns 30.000 habitants, 50.000 el 1991, i 100.000 a la meitat dels anys noranta. La població original és del clan harti de la confederació darod, amb un nombre significatiu de mehri àrabs (conegut com a arab saalax o maxamuud saalax)
La ciutat disposa de gran nombre d'escoles especialment la Boosaaso Public Secondary School (amb uns 2000 estudiants), la Sheikh Hamdan Secondary School (uns 800 estudiants), la Imam-Alnawawi, la Alnajeh, i la Garisa. La East Africa University, la principal universitat del Puntland, també té seu a Bosaso, així com altres institucions educatives. Una carretera de dos carrils (construïda a la meitat dels anys vuitanta sota Siad Barre) connecta el port amb Garowe, Galkacyo i segueix fins a Mogadiscio, facilitant les comunicacions de l'estat de Puntland i amb la resta de Somàlia. El port té força activitat, no sols comercial (amb exportació entre d'altres del khat, una fulla vegetal que produeix un suau efecte narcòtic) sinó pel moviment d'emigrants somalis cap al Iemen, Aràbia Saudita, i els estats del golf Pèrsic, i fou construït sota el govern de Siad Barre a la meitat dels anys vuitanta. A la vora de Bosaso hi ha un aeroport internacional que porta l'antic nom de la ciutat (Aeroport Internacional de Bender Qassim).
Al "Periplus de la mar Eritrea" (any 50) s'esmenten diverses ciutats de la costa del Punt: Ayalitae o Avalitae (Assab?, Zeila?), Malao (Berbera), Mundi (Heis), Mosyllon (que podria ser Bosaso) i Akannai (que podria ser Alula). Segons la tradició però, la ciutat no fou fundada fins al segle xiv, per un mercader somali de nom Qassim, que tenia un camell de nom Bosa o Boosaas. La ciutat fou coneguda com a Port de Qassim, però el nom de Bosaso, derivat del camell, era alternatiu i es va acabar imposant a la segona meitat del segle xx. Alguns clans somalis del grup de clans harti, no obstant reclamen haver estat els primers a poblar la ciutat i rebutgen la història tradicional.